# Ascobolus brunneus
Ascobolus brunneus är en svampart som beskrevs av Cooke 1867. Ascobolus brunneus ingår i släktet Ascobolus och familjen Ascobolaceae.   Inga underarter finns listade i Catalogue of Life.